# 港嘴里
港嘴里為新北市板橋區轄下之一里，本里臨新店溪，為港子溝入溪之口，舊時形成一小河港，故清代即名港子嘴莊。光復後因舊名為里。 週圍有三座公園，江子翠捷運站步行約15分鐘，板橋車站則是大約25分鐘，生活機能方便。